# 李石 (遼朝)
李石（?—?），辽朝归顺北宋的官员。
辽天祚帝乾统七年（1107年）李石中丁亥科状元，官至翰林学士。保大四年（1124年），平州留守张瑴（张觉）召李石参与定议，杀死左企弓等抗击金朝。李石改名李安弼，奉张瑴之命前往燕山府见北宋将领王安中，以平州降宋朝。宋徽宗任命李石为徽猷阁待制。